# Campeonato Brasileiro de Basquete Feminino de 2009
O Campeonato Nacional de Basquete Feminino de 2009 (12ª edição) foi um torneio realizado a partir de 14 de novembro de 2009 até 21 de janeiro de 2010 por oito equipes representando três estados.

## Participantes
Americana, Americana/SP

 Botafogo, Rio de Janeiro/RJ

 Catanduva, Catanduva/SP

 Ourinhos, Ourinhos/SP

 Santo André, Santo André/SP

 São Bernardo, São Bernardo do Campo/SP

 São Caetano/UNIP, São Caetano do Sul/SP

 Vasto Verde, Blumenau/SC

## Regulamento

### Fórmula de Disputa
O Campeonato Nacional de Basquete Feminino foi disputado por 8 equipes em duas fases:
- Fase Classificatória: As 8 equipes disputaram partidas em um sistema de turno e returno,em que enfrentaram todos os adversários em seu mando de quadra e fora dele.
- Playoffs: As quatro equipes classificadas jogaram num sistema mata-mata e a vencedora desses foi declarada Campeã Nacional de Basquete Feminino de 2009. É dividida em 2 partes:
  - Semifinais: Foi disputada pelas equipes que passaram da primeira fase, seguindo a lógica: (1ª x 4ª); (2ª x 3ª).  Estas jogaram partidas em melhor de 5 (jogos), sendo dois mandos de campo para cada e o jogo de desempate, se houvesse, no ginásio da equipe com o melhor índice técnico da Fase Classificatória.
  - Final: Foi disputada entre as duas equipes vencedoras das Semifinais, em melhor de 5 (jogos), sendo dois mandos de campo para cada e o jogo de desempate, se houvesse, no ginásio da equipe com o melhor índice técnico da Fase Classificatória.. A equipe vencedora foi declarada campeã da competição.

### Critérios de Desempate
1º: Confronto Direto

2º: Saldo de cestas dos jogos entre as equipes

3º: Melhor cesta average (Se o empate foi entre duas equipes)

4º: Sorteio

### Pontuação
Vitória: 2 pontos

Derrota: 1 ponto

Não Comparecimento: 0 pontos

## Classificação
| Campeonato Nacional de Basquete Feminino 2009                                               | Campeonato Nacional de Basquete Feminino 2009 | Campeonato Nacional de Basquete Feminino 2009 | Campeonato Nacional de Basquete Feminino 2009 | Campeonato Nacional de Basquete Feminino 2009 | Campeonato Nacional de Basquete Feminino 2009 | Campeonato Nacional de Basquete Feminino 2009 | Campeonato Nacional de Basquete Feminino 2009 | Campeonato Nacional de Basquete Feminino 2009 | Campeonato Nacional de Basquete Feminino 2009 | Campeonato Nacional de Basquete Feminino 2009 | Campeonato Nacional de Basquete Feminino 2009 | Campeonato Nacional de Basquete Feminino 2009 |
| Times                                                                                       | Times                                         | Pts                                           | J                                             | V                                             | D                                             | PP                                            | PC                                            | Average                                       | %                                             |                                               |                                               |                                               |
| ------------------------------------------------------------------------------------------- | --------------------------------------------- | --------------------------------------------- | --------------------------------------------- | --------------------------------------------- | --------------------------------------------- | --------------------------------------------- | --------------------------------------------- | --------------------------------------------- | --------------------------------------------- | --------------------------------------------- | --------------------------------------------- | --------------------------------------------- |
| 1                                                                                           | Colchões Castor/FIO/Unimed/Ourinhos           | 25                                            | 14                                            | 11                                            | 3                                             | 1072                                          | 738                                           | 1,45257                                       | 78,6                                          |                                               |                                               |                                               |
| 2                                                                                           | VivoSabor/Unimed/Folhamatic                   | 25                                            | 14                                            | 11                                            | 3                                             | 1046                                          | 760                                           | 1,37632                                       | 78,6                                          |                                               |                                               |                                               |
| 3                                                                                           | Açúcar Cometa/Unimed/Catanduva                | 25                                            | 14                                            | 11                                            | 3                                             | 1185                                          | 877                                           | 1,35120                                       | 78,6                                          |                                               |                                               |                                               |
| 4                                                                                           | Santo André                                   | 25                                            | 14                                            | 11                                            | 3                                             | 1085                                          | 882                                           | 1,23016                                       | 78,6                                          |                                               |                                               |                                               |
| 5                                                                                           | São Caetano/UNIP                              | 20                                            | 14                                            | 6                                             | 8                                             | 864                                           | 959                                           | 0,90094                                       | 42,9                                          |                                               |                                               |                                               |
| 6                                                                                           | Vasto Verde/Uniasselvi                        | 17                                            | 14                                            | 3                                             | 11                                            | 829                                           | 1036                                          | 0,80019                                       | 21,4                                          |                                               |                                               |                                               |
| 7                                                                                           | Botafogo                                      | 16                                            | 14                                            | 2                                             | 12                                            | 742                                           | 1037                                          | 0,71553                                       | 14,3                                          |                                               |                                               |                                               |
| 8                                                                                           | AFP/São Bernardo                              | 15                                            | 14                                            | 1                                             | 13                                            | 723                                           | 1257                                          | 0,57518                                       | 7,1                                           |                                               |                                               |                                               |
| P – Pontuação; T – Total de jogos disputados; V - Vitórias; D - Derrotas; R - Razão (V / D) |                                               |                                               |                                               |                                               |                                               |                                               |                                               |                                               |                                               |                                               |                                               |                                               |

|  |                                     |
|  | Zona de classificação às Semifinais |

## Playoffs

### Semifinais
1ª Rodada
| 8 de janeiro | Ourinhos | 62 - 60 | Santo André | Ginásio Monstrinho, Ourinhos |
| 8 de janeiro |          |         |             | Ginásio Monstrinho, Ourinhos |

| 8 de janeiro | Americana | 70 - 75 | Catanduva | Americana |
| 8 de janeiro |           |         |           | Americana |

2ª Rodada
| 9 de janeiro | Ourinhos | 71 - 65 | Santo André | Ginásio Monstrinho, Ourinhos |
| 9 de janeiro |          |         |             | Ginásio Monstrinho, Ourinhos |

| 9 de janeiro | Americana | 73 - 74 | Catanduva | Americana |
| 9 de janeiro |           |         |           | Americana |

3ª Rodada
| 11 de janeiro | Santo André | 55 - 69 | Ourinhos | Santo André |
| 11 de janeiro |             |         |          | Santo André |

| 11 de janeiro | Catanduva | 69 - 60 | Americana | Catanduva |
| 11 de janeiro |           |         |           | Catanduva |

- Ourinhos e  Catanduva passaram de fase

### Final
1ª Rodada
| 18 de janeiro | Ourinhos | 56 - 68 | Catanduva | Ginásio Monstrinho , Ourinhos |
| 18 de janeiro |          |         |           | Ginásio Monstrinho , Ourinhos |

2ª Rodada
| 19 de janeiro | Ourinhos | 61 - 76 | Catanduva | Ginásio Monstrinho, Ourinhos |
| 19 de janeiro |          |         |           | Ginásio Monstrinho, Ourinhos |

3ª Rodada
| 21 de janeiro | Catanduva | 60 - 59 | Ourinhos | Catanduva |
| 21 de janeiro |           |         |          | Catanduva |

| Campeonato Nacional de Basquete Feminino 2009 |
| --------------------------------------------- |
| Catanduva Campeão                             |